# بطولة أمريكا الشمالية للسيدات تحت 17 سنة 2012
بطولة أمريكا الشمالية للسيدات تحت 17 سنة 2012 سوف تقام في 2012. ستكون هذه هي النسخة الثالثة من بطولة أمريكا الشمالية للسيدات تحت 17 سنة. سوف يتأهل أفضل ثلاثة منتخبات إلى كأس العالم للسيدات تحت 17 سنة 2012 التي ستقام في أذربيجان. منتخب كندا هو حامل لقب بطولة 2010.

## الفرق المتأهلة
بدأت مرحلة التصفيات لمسابقة 2012 يوم 14 أغسطس 2011.
| المنطقة                                      | طريقة التأهل                                       | الفرق                               |
| -------------------------------------------- | -------------------------------------------------- | ----------------------------------- |
| الكاريبي اتحاد الكاريبي لكرة القدم           | مسابقة اتحاد الكاريبي للسيدات تحت 17 سنة 2011      | Bahamas Jamaica Trinidad and Tobago |
| أمريكا الوسطى اتحاد أمريكا الوسطى لكرة القدم | مسابقة اتحاد أمريكا الوسطى للسيدات تحت 17 سنة 2011 | Panama                              |
| شمال أمريكا اتحاد أمريكا الشمالية لكرة القدم | تأهل تلقائي                                        | كندا المكسيك الولايات المتحدة       |
| الدول المستضيفة                              | الدول المستضيفة                                    | Guatemala                           |

## دور المجموعات
بالتوقيت (ت ع م−06:00).

### المجموعة أ
| فريق                                      | نقاط | فرق | عليه | له | خ  | ت  | ف   | لعب |
| ----------------------------------------- | ---- | --- | ---- | -- | -- | -- | --- | --- |
| منتخب كندا تحت 17 سنة للسيدات لكرة القدم ‏ | 3    | 3   | 0    | 0  | 16 | 1  | +15 | 9   |
| بنما                                      | 3    | 1   | 1    | 1  | 8  | 8  | 0   | 4   |
| جامايكا                                   | 3    | 1   | 1    | 1  | 4  | 5  | −1  | 4   |
| غواتيمالا                                 | 3    | 0   | 0    | 3  | 2  | 16 | −14 | 0   |

| منتخب كندا تحت 17 سنة للسيدات لكرة القدم ‏                        | 6–0    | بنما |
| ---------------------------------------------------------------- | ------ | ---- |
| Prince 6' · Dhanda 11' · Clarke 22'، 40'، 42' · Pierre-Louis 51' | Report |      |

| غواتيمالا | 0–3    | جامايكا                      |
| --------- | ------ | ---------------------------- |
|           | Report | Gray 13'، 42' · خديجة شو 65' |

| جامايكا | 0–4    | منتخب كندا تحت 17 سنة للسيدات لكرة القدم ‏            |
| ------- | ------ | ---------------------------------------------------- |
|         | Report | Sanderson 18' · Neff 21' · Clarke 55' · Prince 90+3' |

| غواتيمالا    | 1–7    | بنما                                                                  |
| ------------ | ------ | --------------------------------------------------------------------- |
| Ibarguen 29' | Report | Riley 4'، 36' · Batista 34'، 73' · Franco 49' · مارتا كوكس 61'، 90+2' |

| بنما                   | 1–1    | جامايكا    |
| ---------------------- | ------ | ---------- |
| مارتا كوكس 72' (ركلة.) | Report | Bailey 32' |

| غواتيمالا   | 1–6    | منتخب كندا تحت 17 سنة للسيدات لكرة القدم ‏                |
| ----------- | ------ | -------------------------------------------------------- |
| Herrera 28' | Report | Dhanda 23' · Clarke 31'، 64' · Sanderson 77'، 81'، 90+2' |

### المجموعة ب
| فريق                                                  | نقاط | فرق | عليه | له | خ  | ت  | ف   | لعب |
| ----------------------------------------------------- | ---- | --- | ---- | -- | -- | -- | --- | --- |
| منتخب الولايات المتحدة تحت 17 سنة للسيدات لكرة القدم ‏ | 3    | 3   | 0    | 0  | 18 | 0  | +18 | 9   |
| المكسيك                                               | 3    | 2   | 0    | 1  | 8  | 3  | +5  | 6   |
| ترينيداد وتوباغو                                      | 3    | 0   | 1    | 2  | 0  | 7  | −7  | 1   |
| جزر البهاما                                           | 3    | 0   | 1    | 2  | 0  | 16 | −16 | 1   |

| جزر البهاما | 0–10   | منتخب الولايات المتحدة تحت 17 سنة للسيدات لكرة القدم ‏                        |
| ----------- | ------ | ---------------------------------------------------------------------------- |
|             | Report | Purce 1'، 75'، 84' · Green 6'، 40'، 41'، 44'، 60' · Sullivan 55' · Payne 77' |

| المكسيك                        | 2–0    | ترينيداد وتوباغو |
| ------------------------------ | ------ | ---------------- |
| Hernández 32' · لوز دوارتي 40' | Report |                  |

| منتخب الولايات المتحدة تحت 17 سنة للسيدات لكرة القدم ‏               | 5–0    | ترينيداد وتوباغو |
| ------------------------------------------------------------------- | ------ | ---------------- |
| Bruder 20' · Sullivan 65' · Robinson 67' · Green 86' · Boyles 90+3' | Report |                  |

| المكسيك                                                          | 6–0    | جزر البهاما |
| ---------------------------------------------------------------- | ------ | ----------- |
| ماريانا كادينا 6'، 43' · Morales 8'، 13' · Vega 26' · Pineda 79' | Report |             |

| ترينيداد وتوباغو | 0–0    | جزر البهاما |
| ---------------- | ------ | ----------- |
|                  | Report |             |

| منتخب الولايات المتحدة تحت 17 سنة للسيدات لكرة القدم ‏ | 3–0    | المكسيك |
| ----------------------------------------------------- | ------ | ------- |
| Green 16' (ركلة.)، 32'، 36'                           | Report |         |

## خروج المغلوب
بتوقيت (ت ع م−06:00).
|  | نصف النهائي                                           | نصف النهائي                               |   |                             | النهائي                                               | النهائي |
|  |                                                       |                                           |   |                             |                                                       |         |
|  | 10 مايو – غواتيمالا (مدينة)                           |                                           |   |                             |                                                       |         |
|  | منتخب الولايات المتحدة تحت 17 سنة للسيدات لكرة القدم ‏ | 7                                         |   |                             |                                                       |         |
|  | بنما                                                  | 0                                         |   |                             |                                                       |         |
|  |                                                       |                                           |   |                             |                                                       |         |
|  |                                                       |                                           |   |                             | 12 مايو – غواتيمالا (مدينة)                           |         |
|  |                                                       |                                           |   |                             | منتخب الولايات المتحدة تحت 17 سنة للسيدات لكرة القدم ‏ | 1       |
|  |                                                       | منتخب كندا تحت 17 سنة للسيدات لكرة القدم ‏ | 0 |                             |                                                       |         |
|  |                                                       |                                           |   |                             |                                                       |         |
|  |                                                       |                                           |   |                             |                                                       |         |
|  |                                                       |                                           |   |                             | المركز الثالث                                         |         |
|  | 10 مايو – غواتيمالا (مدينة)                           | 10 مايو – غواتيمالا (مدينة)               |   | 12 مايو – غواتيمالا (مدينة) | 12 مايو – غواتيمالا (مدينة)                           |         |
|  | منتخب كندا تحت 17 سنة للسيدات لكرة القدم ‏             | 1                                         |   | بنما                        | 0                                                     |         |
|  | المكسيك                                               | 0                                         |   |                             | المكسيك                                               | 6       |

### نصف النهائي
| منتخب الولايات المتحدة تحت 17 سنة للسيدات لكرة القدم ‏                           | 7–0    | بنما |
| ------------------------------------------------------------------------------- | ------ | ---- |
| Payne 9' · Green 44'، 45+1'، 53' · مورغان اندروز 50' · Jenkins 66' · Bruder 77' | Report |      |

| منتخب كندا تحت 17 سنة للسيدات لكرة القدم ‏ | 1–0    | المكسيك |
| ----------------------------------------- | ------ | ------- |
| Sanderson 13'                             | Report |         |

### المركز الثالث
| بنما | 0–6    | المكسيك                                                     |
| ---- | ------ | ----------------------------------------------------------- |
|      | Report | Morales 13' · لوز دوارتي 51'، 54'، 72'، 84' · Hernández 65' |

### النهائي
| منتخب الولايات المتحدة تحت 17 سنة للسيدات لكرة القدم ‏ | 1–0    | منتخب كندا تحت 17 سنة للسيدات لكرة القدم ‏ |
| ----------------------------------------------------- | ------ | ----------------------------------------- |
| Munerlyn 21'                                          | Report |                                           |

## الفائز
| بطولة أمريكا الشمالية للسيدات تحت 17 سنة 2012 |
| --------------------------------------------- |
| الولايات المتحدة للمرة الثانية                |

## الهدافيين
12 هدف
- Summer Green

6 هدف
- Summer Clarke

5 هدف
- Valérie Sanderson
- لوز دوارتي

3 هدف
- Jessica Morales
- Margaret Purce

2 هدف
- Jasmin Dhanda
- نيكول برينس
- Kayla Gray
- ماريانا كادينا
- Hallie Hernández
- Laurie Batista
- مارتا كوكس
- Karla Riley
- Emily Bruder
- Toni Payne
- Andi Sullivan

1 هدف
- Elissa Neff
- Amanda Pierre-Louis
- Vivian Herrera
- Paula Ibarguen
- خديجة شو
- Cynthia Pineda
- Vivian Vega
- Yassiel Franco
- مورغان اندروز
- Joanna Boyles
- Darian Jenkins
- Amber Munerlyn
- Sarah Robinson